# Zygosaccharomyces bailii
Zygosaccharomyces bailii är en svampart som först beskrevs av Lindner, och fick sitt nu gällande namn av Guillierm. 1912. Zygosaccharomyces bailii ingår i släktet Zygosaccharomyces och familjen Saccharomycetaceae.   Inga underarter finns listade i Catalogue of Life.